# Frauen-Bundesliga 2024-2025
La Frauen-Bundesliga 2024-2025, nota anche come Google Pixel Frauen-Bundesliga 2024-2025 per motivi di sponsorizzazione, è stata la trentacinquesima edizione della massima divisione del campionato tedesco. Il campionato è iniziato il 30 agosto 2024 e si è concluso l'11 maggio 2025.
Il campionato è stato vinto dal Bayern Monaco per la sesta volta nella sua storia, la terza consecutiva.

## Stagione

### Novità
Dalla Frauen-Bundesliga 2023-2024 erano stati retrocessi in 2. Frauen-Bundesliga il Norimberga e il MSV Duisburg. Dalla 2. Frauen-Bundesliga erano stati promossi il Turbine Potsdam, al ritorno dopo un anno di assenza, e il Carl Zeiss Jena, al ritorno in massima serie dopo due anni.

### Formula
Le 12 squadre si sono affrontate in un girone all'italiana con partite di andata e ritorno, per un totale di 22 giornate. La squadra prima classificata è campione di Germania, mentre le prime tre classificate sono ammesse all'UEFA Women's Champions League 2025-2026. Vista la decisione di allargare l'organico a 14 squadre per la stagione 2025-26, solamente la squadra ultima classificata viene retrocessa in 2. Frauen-Bundesliga.

## Squadre partecipanti
| Club                  | Stagione | Città                 | Stadio                   | Stagione precedente              |
| --------------------- | -------- | --------------------- | ------------------------ | -------------------------------- |
| Bayer Leverkusen      | dettagli | Leverkusen            | Ulrich-Haberland-Stadion | 6º posto in Frauen-Bundesliga    |
| Bayern Monaco         | dettagli | Monaco di Baviera     | FC Bayern Campus         | 1º posto in Frauen-Bundesliga    |
| Carl Zeiss Jena       | dettagli | Jena                  | Ernst-Abbe-Sportfeld     | 2º posto in 2. Frauen-Bundesliga |
| Colonia               | dettagli | Colonia               | Franz-Kremer-Stadion     | 10º posto in Frauen-Bundesliga   |
| Eintracht Francoforte | dettagli | Francoforte sul Meno  | Stadion am Brentanobad   | 3º posto in Frauen-Bundesliga    |
| Friburgo              | dettagli | Friburgo in Brisgovia | Schwarzwald-Stadion      | 9º posto in Frauen-Bundesliga    |
| Hoffenheim            | dettagli | Hoffenheim            | Stadio Dietmar Hopp      | 5º posto in Frauen-Bundesliga    |
| RB Lipsia             | dettagli | Lipsia                | Centro sportivo Cottaweg | 8º posto in Frauen-Bundesliga    |
| SGS Essen             | dettagli | Essen                 | Stadion Essen            | 4º posto in Frauen-Bundesliga    |
| Turbine Potsdam       | dettagli | Potsdam               | Stadio Karl Liebknecht   | 1º posto in 2. Frauen-Bundesliga |
| Werder Brema          | dettagli | Brema                 | Weserstadion Platz 11    | 7º posto in Frauen-Bundesliga    |
| Wolfsburg             | dettagli | Wolfsburg             | AOK Stadion              | 2º posto in Frauen-Bundesliga    |

## Classifica finale
Fonte: sito ufficiale.
|  | Pos. | Squadra               | Pt | G  | V  | N | P  | GF | GS | DR  |
|  | ---- | --------------------- | -- | -- | -- | - | -- | -- | -- | --- |
|  | 1.   | Bayern Monaco         | 59 | 22 | 19 | 2 | 1  | 56 | 13 | +43 |
|  | 2.   | Wolfsburg             | 51 | 22 | 16 | 3 | 3  | 57 | 18 | +39 |
|  | 3.   | Eintracht Francoforte | 50 | 22 | 16 | 2 | 4  | 68 | 22 | +46 |
|  | 4.   | Bayer Leverkusen      | 43 | 22 | 13 | 4 | 5  | 38 | 21 | +17 |
|  | 5.   | Friburgo              | 38 | 22 | 11 | 5 | 6  | 34 | 31 | +3  |
|  | 6.   | Hoffenheim            | 36 | 22 | 12 | 0 | 10 | 49 | 30 | +19 |
|  | 7.   | Werder Brema          | 29 | 22 | 9  | 2 | 11 | 28 | 39 | -11 |
|  | 8.   | RB Lipsia             | 27 | 22 | 8  | 3 | 11 | 30 | 40 | -10 |
|  | 9.   | SGS Essen             | 20 | 22 | 5  | 5 | 12 | 21 | 30 | -9  |
|  | 10.  | Colonia               | 14 | 22 | 3  | 5 | 14 | 18 | 51 | -33 |
|  | 11.  | Carl Zeiss Jena       | 10 | 22 | 2  | 4 | 16 | 7  | 43 | -36 |
|  | 12.  | Turbine Potsdam       | 1  | 22 | 0  | 1 | 21 | 5  | 73 | -68 |

Legenda:
      Campione di Germania e ammessa alla UEFA Women's Champions League 2025-2026.
      Ammessa alla UEFA Women's Champions League 2025-2026.
      Retrocessa in 2. Frauen-Bundesliga 2025-2026.
Note:
Tre punti a vittoria, uno a pareggio, zero a sconfitta.

## Risultati
|                       | BaL  | BaM  | CZJ  | Col  | EFr  | Fri  | Hof  | RBL  | SGS  | Tur  | Wer  | Wol  |
| --------------------- | ---- | ---- | ---- | ---- | ---- | ---- | ---- | ---- | ---- | ---- | ---- | ---- |
| Bayer Leverkusen      | –––– | 2-3  | 1-0  | 1-1  | 2-2  | 2-0  | 2-1  | 1-0  | 1-1  | 3-0  | 6-0  | 1-0  |
| Bayern Monaco         | 2-0  | –––– | 5-0  | 1-0  | 1-1  | 3-1  | 5-1  | 6-2  | 3-0  | 2-0  | 1-0  | 3-1  |
| Carl Zeiss Jena       | 0-2  | 0-1  | –––– | 2-2  | 0-3  | 0-2  | 0-3  | 1-1  | 0-2  | 1-0  | 0-1  | 0-1  |
| Colonia               | 1-2  | 0-3  | 0-1  | –––– | 0-4  | 0-2  | 0-3  | 1-3  | 2-2  | 4-0  | 1-4  | 0-0  |
| Eintracht Francoforte | 3-2  | 0-3  | 2-0  | 8-0  | –––– | 6-0  | 3-1  | 3-0  | 2-1  | 9-0  | 0-1  | 3-0  |
| Friburgo              | 1-2  | 2-2  | 1-1  | 2-0  | 3-2  | –––– | 0-3  | 4-1  | 1-0  | 3-0  | 3-2  | 1-1  |
| Hoffenheim            | 1-0  | 1-3  | 4-0  | 5-1  | 0-1  | 2-3  | –––– | 5-2  | 1-0  | 6-0  | 1-0  | 0-3  |
| RB Lipsia             | 0-1  | 0-1  | 2-0  | 2-1  | 0-2  | 1-1  | 3-1  | –––– | 0-3  | 4-1  | 2-0  | 0-2  |
| SGS Essen             | 0-2  | 0-2  | 4-1  | 0-0  | 1-3  | 0-0  | 1-2  | 0-0  | –––– | 2-1  | 0-1  | 0-2  |
| Turbine Potsdam       | 1-3  | 0-2  | 0-0  | 0-1  | 0-6  | 0-1  | 0-7  | 0-3  | 0-3  | –––– | 1-4  | 0-4  |
| Werder Brema          | 1-1  | 0-4  | 3-0  | 1-2  | 1-4  | 0-3  | 1-0  | 1-4  | 1-0  | 2-0  | –––– | 1-3  |
| Wolfsburg             | 3-1  | 2-0  | 3-0  | 5-1  | 6-1  | 3-0  | 2-1  | 5-0  | 5-1  | 3-1  | 3-3  | –––– |

## Statistiche

### Classifica marcatrici
Fonte: sito ufficiale.
| Gol |  |  | Giocatore          | Squadra               |
| --- |  |  | ------------------ | --------------------- |
| 16  |  |  | Lineth Beerensteyn | Wolfsburg             |
| 16  |  |  | Selina Cerci       | Hoffenheim            |
| 14  |  |  | Pernille Harder    | Bayern Monaco         |
| 14  |  |  | Laura Freigang     | Eintracht Francoforte |
| 13  |  |  | Nicole Anyomi      | Eintracht Francoforte |
| 12  |  |  | Cornelia Kramer    | Bayer Leverkusen      |
| 11  |  |  | Giovanna Hoffmann  | RB Lipsia             |
| 11  |  |  | Lea Schüller       | Bayern Monaco         |
| 10  |  |  | Vanessa Fudalla    | RB Lipsia             |
| 10  |  |  | Larissa Mühlhaus   | Werder Brema          |
| 10  |  |  | Géraldine Reuteler | Eintracht Francoforte |
| 8   |  |  | Cora Zicai         | Friburgo              |
| 7   |  |  | Klara Bühl         | Bayern Monaco         |
| 7   |  |  | Remina Chiba       | Eintracht Francoforte |
| 7   |  |  | Alexandra Popp     | Wolfsburg             |